# 阿瑟·亚当斯
阿瑟·亚当斯（英語：Arthur Adams，1820年—1878年）是英格兰医生和博物学家。

## 经历
亚当斯是1843年至1846年萨马朗号调查亚洲东部群岛的随行外科醫師。作为軟體動物學家，他描述了数百种新物种，但是其中很少有充分详尽的描述。他和哥哥亨利·亚当斯合著了《根据组织对软体动物的最新分类》一书，并于1858年出版。他还写了《日本和满洲里游记》，以及旅行中见到的一些奇异蜘蛛的文章。
为了纪念他对动物学的贡献，很多物种以亚当斯命名，其中包括斑蟹（Zebrida adamsi）。